# Stora Holmevatten (Romelanda socken, Bohuslän)
Stora Holmevatten är en sjö i Kungälvs kommun i Bohuslän och ingår i Göta älvs huvudavrinningsområde. Sjön är 4,2 meter djup, har en yta på 0,055 kvadratkilometer och befinner sig 120 meter över havet.